# شارمن نيفيل
شارمن نيفيل (بالإنجليزية: Charmaine Neville)‏ هي عازفة الجاز أمريكية، ولدت في 31 مارس 1956.

## وصلات خارجية
- الموقع الرسمي
- شارمن نيفيل على موقع IMDb (الإنجليزية)
- شارمن نيفيل على موقع ميوزك برينز (الإنجليزية)
- شارمن نيفيل على موقع أول ميوزيك (الإنجليزية)
- شارمن نيفيل على موقع ديسكوغز (الإنجليزية)
- شارمن نيفيل على موقع قاعدة بيانات الفيلم (الإنجليزية)